# 尤尔根·格拉博夫斯基
尤尔根·“格拉比”·格拉博夫斯基（德語：Jürgen "Grabi" Grabowski，1944年7月7日—2020年3月10日），前德国足球运动员及主教练，於1965年至1980年期间效力于德國甲組足球聯賽法兰克福足球俱乐部，又代表西德国家足球队参加过44场国际比赛，并且随队夺得1974年世界杯足球赛冠军。

## 俱乐部生涯
格拉博夫斯基在8岁时便加盟了家乡球队毕伯里希体育俱乐部（SV Biebrich 1919）。16岁时，由于老东家不再开设足球部，他遂转投邻近的球队毕伯里希足球俱乐部。在毕伯里希的青年队，格拉博夫斯基初获成功，赢得黑森州19岁以下冠军赛的亚军。他们先后击败了达姆施塔特、法兰克福和奥芬巴赫踢球者等球队，在决赛中不敌黑森卡塞尔。
1965年，格拉博夫斯基转会至德甲球队法兰克福，随该队夺得了1974年和1975年的德国杯冠军，并加冕1980年的欧洲联盟杯冠军。1980年，格拉博夫斯基因在一场比赛中遭到洛塔尔·马特乌斯的凶狠铲截而受伤，从而结束了自己的球员生涯。期间他共代表法兰克福在德甲出场441次，并射入109球。此外，他还在德国杯出场45次、射入19球；在欧洲杯赛出场40次、射入9球以及在国际托托杯出场6次、射入3球。
在1983-84赛季，格拉博夫斯基曾短暂与克劳斯·曼克（Klaus Mank）共同担任法兰克福的代理主教练；而早在1977-78赛季，他也在该队曾担任过数天的临时教练。此外，格拉博夫斯基也是法兰克福的名誉队长。

## 国家队生涯
格拉博夫斯基共代表西德国家足球队出场44次，并射入5球，期间参加过3届世界杯足球赛和1届欧洲足球锦标赛。在1965年短暂的为西德业余队出场后，他在21岁时首次代表西德国家队出场，于1966年5月4日对阵爱尔兰。在1966年世界杯中，西德队获得亚军，然而他却没有获得任何上场机会。此后他也仍然入选西德青年队，但在1970年世界杯开赛前的热身赛中重返国家队阵容。在墨西哥举行的当届世界杯中，格拉博夫斯基取得突破，西德队以季军完赛，他也随之赢得了“世界最佳替补”的赞誉。这是由于他在几乎每场比赛中都替补登场，并总能迅速进入状态，为比赛结果起到决定性的作用。在几乎要输给英格兰的四分之一决赛中，很大程度上便是通过他的出色发挥扭转了败局。而在对阵意大利的半决赛中，他从一上场便成为发挥最好的球员之一，凭借他在边路的突破传中，卡尔-海因茨·施内林格在最后一分钟射入著名的1球将比赛拖入加时赛。
在那以后，格拉博夫斯基开始成为国家队的主力球员，并参加了1972年欧锦赛的全部预选赛比赛，其中包括四分之一决赛首回合在温布利球场以3比1完胜英格兰的比赛，那支团队也经常被视为德国历史上最出色的国家队。然而在双方第二回合比赛中，他因伤缺阵，但在比利时举行的决赛圈时，他得以重返西德队的18人大名单，但此时他的先發位置被門興的海因克斯取代。尽管没有在决赛中获得出场机会，但格拉博夫斯基还是随队赢得了他的首个国际赛事锦标——1972年欧洲足球锦标赛冠军。
在西德举行的1974年世界杯上，格拉博夫斯基成为了世界冠军。由于在第一阶段的疲软表现，他暂时失去了主力位置。但在第二阶段对阵瑞典的比赛中，他替补登场再度重现墨西哥世界杯时的出色发挥，帮助西德在落后两球的不利局面下反败为胜，并重新获得主力位置。在对阵波兰的半决赛（該屆世界盃的八強賽制為兩組四隊分開進行單循環，兩個小組第一進行決賽、兩個小組第二進行季軍賽，而波蘭和西德在對戰前雙雙取得2勝0和0負的戰績，故這場小組對戰的意義等同準決賽，唯一的差別是若本場比賽兩隊平手收場，則西德可憑藉前兩場較佳的得失球進入決賽而不用進行PK決戰）以及其后的决赛中，他都是西德队表现最出色的球员之一。决赛以2比1战胜荷兰也成为格拉博夫斯基参加的最后一场国家队比赛，他也以最佳的方式庆祝了自己的30岁生日。
由于格拉博夫斯基代表法兰克福在1970年代中后期的表现的依旧出色，且国家队缺乏一位中场组织者，时任西德队主教练的赫尔穆特·舍恩曾试图说服格拉博夫斯基在1978年世界杯时重返国家队，但后者在一番考虑后作出拒绝。

## 后续生涯
格拉博夫斯基曾是《法兰克福评论报》旗下“虚弱踢球者行动”（Schlappekicker-Aktion）组织的负责人，该组织主要致力于对有需要的体育运动员提供资助。在退役后，他还开始经营一家保险代理机构。

## 荣誉
俱乐部
- 欧洲联盟杯冠军：1980年
- 德国足协杯冠军：1974年、1975年

国家队
- 世界杯足球赛冠军：1974年
- 欧洲足球锦标赛冠军：1972年